# AISI-SAE

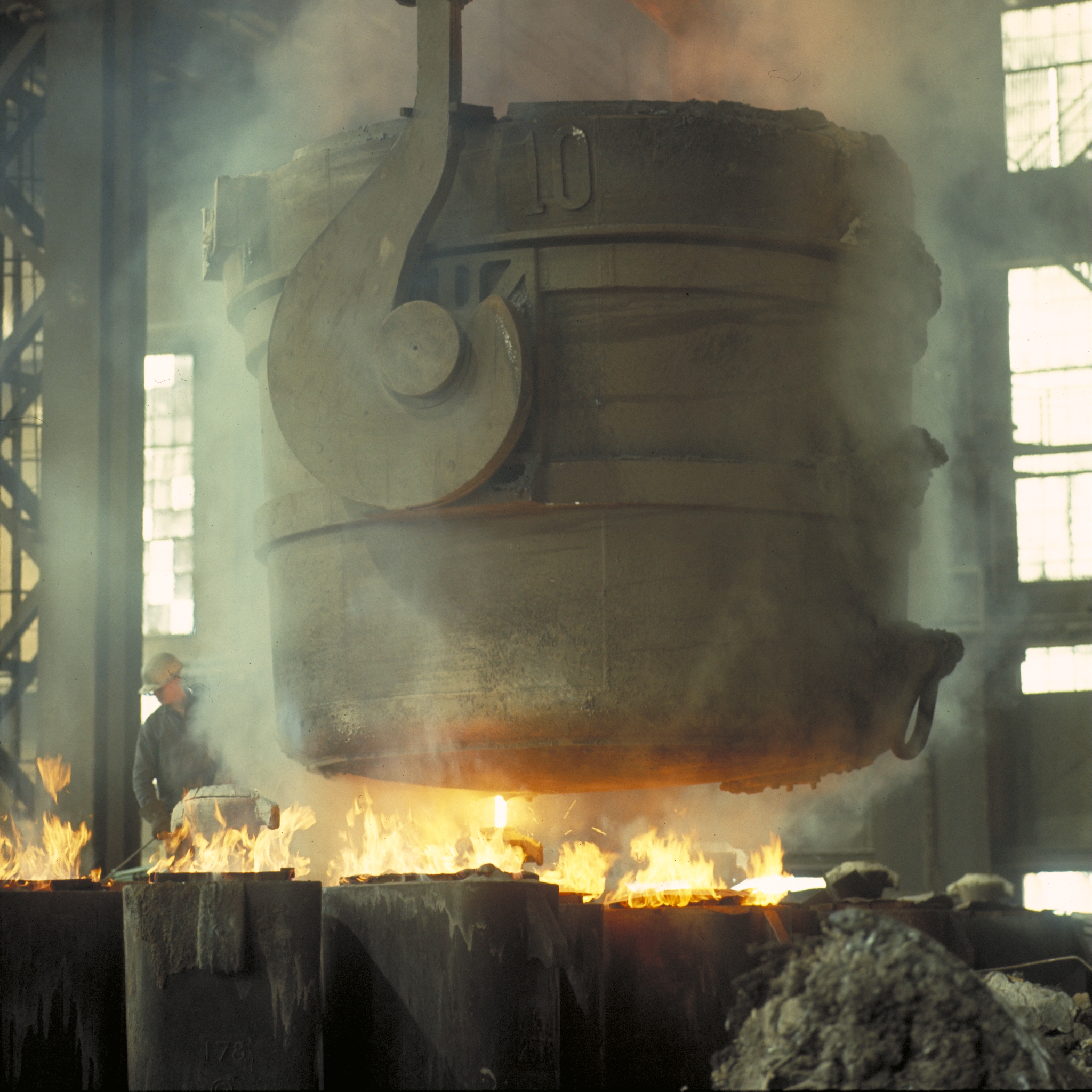
Caldero hecho de AISI-SAE

La norma AISI (también conocida por ser una clasificación de aceros y aleaciones de materiales no ferrosos). Es la más común en los Estados Unidos.
AISI es el acrónimo en inglés de American Iron and Steel Institute (Instituto americano del hierro y el acero), mientras que SAE es el acrónimo en inglés de Society of Automotive Engineers (Sociedad de Ingenieros Automotrices).
En 1912, la SAE promovió una reunión de productores y consumidores de aceros donde se estableció una nomenclatura y composición de los aceros que posteriormente AISI expandió.
En este sistema los aceros se clasifican con cuatro dígitos. El primero especifica la aleación principal, el segundo indica el porcentaje aproximado del elemento principal y con los dos últimos dígitos se conoce la cantidad de carbono presente en la aleación

## Aleaciones principales
La aleación principal que indica el primer dígito es la siguiente:
| Identificador | Aleante                                              |
| 1xxx          | Carbono                                              |
| 2xxx          | Níquel                                               |
| 3xxx          | Níquel-Cromo, principal aleante el cromo             |
| 4xxx          | Molibdeno                                            |
| 5xxx          | Cromo                                                |
| 6xxx          | Cromo-Vanadio, principal aleante el cromo            |
| 7xxx          | Tungsteno-cobalto                                    |
| 8xxx          | Níquel-Cromo-Molibdeno, principal aleante el níquel. |
| 9xxx          | Manganeso-silicio                                    |

Los aceros resistentes al calor de denominación 7, prácticamente no se fabrican

En la siguiente tabla se muestra la clasificación según AISI-SAE varios tipos de aceros:
| Designación | Tipo                                                 |
| 10XX        | Aceros ordinarios al carbón                          |
| 11XX        | Aceros al carbono re sulfurados de fácil maquinado   |
| 13XX        | Aceros con 1.75% de Mn (1.5-2%)                      |
| 15XX        | Aceros al manganeso (1.0-1.65%)                      |
| 23XX        | Aceros al níquel, 3.5% de Ni (3.25-3.75%)            |
| 25XX        | Aceros al níquel, 5% de Ni (4.75-5.25%)              |
| 31XX        | Aceros al níquel-Cromo, 1.25% Ni y 0.65% Cr          |
| 33XX        | Aceros al níquel-Cromo, 3.5% Ni y 1.60% Cr           |
| 40XX        | Aceros al molibdeno, 0.25% Mo.                       |
| 41XX        | Aceros con Cr (0.4-1.2%), Mo (0.08-0.25%)            |
| 43XX        | Aceros al Ni-Cr-Mo (1.8%Ni, 0.65%Cr, 0.25%Mo)        |
| 44XX        | Molibdeno, (0.4-0.53%)                               |
| 45XX        | Molibdeno, (0.55%)                                   |
| 46XX        | Níquel- Molibdeno, (1.8%Ni, 0.2%Mo)                  |
| 47XX        | Níquel- Cromo- Molibdeno, (1.05%Ni, 0.45%Cr, 0.2%Mo) |
| 48XX        | Níquel- Molibdeno, (3.5%Ni, 0.25%Mo)                 |
| 50XX        | Aceros al Cromo (bajo cromo, 0.28-0.40%)             |
| 51XX        | Medio Cromo, (0.8-1.05%)                             |
| 50XXX       | Acero resistente al desgaste, 0.5%Cr                 |
| 51XXX       | Acero resistente al desgaste, medio Cr 1%            |
| 52XXX       | Acero resistente al desgaste, alto Cr 1.45%          |
| 61XX        | Aceros al Cromo-Vanadio, (0.75% Cr, 0.15%V)          |
| 8XXX        | Aceros de triple aleación                            |
| 81XX        | 0.3%Ni, 0.4%Cr, 0.12%Mo                              |
| 86XX        | 0.55%Ni, 0.50%Cr, 0.20%Mo                            |
| 87XX        | 0.55%Ni, 0.50%Cr, 0.25%Mo                            |
| 88XX        | 0.55%Ni, 0.50%Cr, 0.35%Mo                            |
| 92XX        | Acero al Silicio-Manganeso, (2%Si y 0.8%Mn)          |
| 93XX        | Aceros de triple aleación, 3.25%Ni, 1.2%Cr, 0.12%Mo  |
| 98XX        | Aceros de triple aleación, 1%Ni, 0.8%Cr, 0.25%Mo     |
| XXBXX       | Aceros con Boro, (mínimo 0.0005% B)                  |
| 50BXX       | 0.5%Cr                                               |
| 51BXX       | 0.8%Cr                                               |
| 81BXX       | 0.3%Ni, 0.45%Cr, 0.12%Mo                             |
| XXBVXX      | Acero al Boro-Vanadio                                |
| XXLXX       | Acero con plomo                                      |
| XXXH        | Acero con banda de templabilidad                     |
| EX          | Nuevos tipos de acero con designación temporal       |